# San Luis (Guatemala)
San Luis è un comune del Guatemala facente parte del dipartimento di Petén.
Geografia fisica
San Luis si sviluppa in un territorio pianeggiante vicino all'alto piano Maya, che finisce in Belize.
L'idrografia è caratterizzata da piccoli torrenti che alimentano le campagne limitrofe alla città.
Il clima è tipicamente sub-tropicale caratterizzato dalla presenza di boschi di latifoglie.
Frazioni
La Union
Chucti
Noctun
Ixtobo
Cansis
La Ceibita
Società
La popolazione vive nella città ma anche molto nelle campagne e nelle frazioni. La principale occupazione della popolazione, come del resto in tutto il Guatemala, è il settore primario.